# Supermarine Spitfire
Die Supermarine Spitfire war ein Jagdflugzeug aus britischer Produktion. Der Tiefdecker wurde vor allem während des Zweiten Weltkrieges von der Royal Air Force und vielen alliierten Luftstreitkräften an allen Fronten eingesetzt. Die gute Wendigkeit des bei Supermarine Aviation Works (Vickers), Ltd. ursprünglich unter dem Chefkonstrukteur Reginald J. Mitchell und seinen Nachfolgern entwickelten Flugzeugs machte es bei den Piloten sehr beliebt. Die Maschine gehört zu den meistgebauten Flugzeugtypen; bei Supermarine und deren Lizenznehmern wurden mehr als 20.300 Spitfires aller Varianten gebaut. Sie blieb bis weit in die 1950er Jahre im Dienst.
Der Name Spitfire bedeutet Feuerspucker, und im übertragenen Sinn so viel wie Hitzkopf. Der Name ist eine Idee von Robert McLean, dem Vorstandsvorsitzenden von Vickers (Aviation), der seine älteste Tochter Annie Little Spitfire nannte. Mitchell bevorzugte Shrew (dt. Spitzmaus). Die deutschen Piloten bezeichneten die Spitfire auch als Spucke, in Anspielung auf die deutsche Bedeutung des englischen Wortes to spit. Bei den Alliierten wurde sie einfach Spit genannt.

## Entstehung

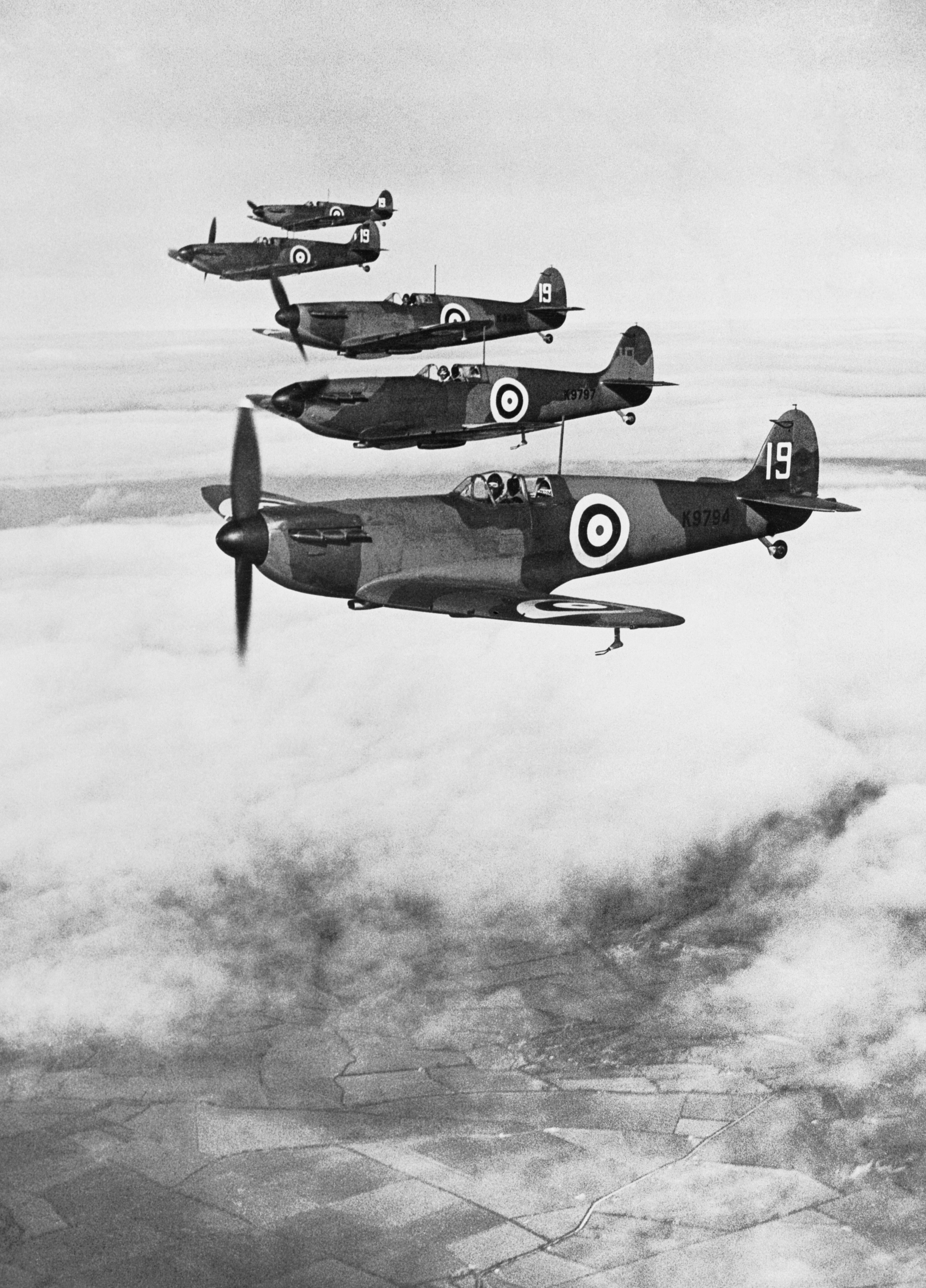
Spitfire Mk IA der No. 19 Sqn.

Supermarine hatte mit Entwürfen des Chefkonstrukteurs Mitchell, die kräftige Motoren von Napier oder Rolls-Royce mit aerodynamisch optimierten Flugwerken kombinierten, dreimal die Schneider-Trophy gewonnen.
Obwohl sich die Technologie und die Anforderungen für Schneider-Trophy-Rennflugzeuge nicht zur Gänze auf Militärflugzeuge übertragen ließen, so waren doch ein kräftiger Motor und eine fortschrittliche Aerodynamik auch für Jagdflugzeuge gefragt. 1930 produzierte Mitchell als Antwort auf eine Ausschreibung des britischen Air Ministry das erste Jagdflugzeug, den Eindecker Supermarine Type 224 mit Knickflügeln und einem starren Fahrgestell. Die Supermarine Type 224 erfüllte die Erwartungen des Luftfahrtministeriums genauso wenig wie die Entwürfe der Konkurrenz.
In einem von Supermarine finanzierten Projekt richtete Mitchell seine Aufmerksamkeit nun auf einen verbesserten Entwurf, der auch die Unterstützung der Supermarine-Muttergesellschaft Vickers erhielt. Das daraus resultierende Flugzeug hatte aufgrund seines einziehbaren Fahrwerks, der geschlossenen Pilotenkanzel und des sehr viel stärkeren PV-12-Motors von Rolls-Royce deutlich bessere Flugleistungen.
1935 schrieb das Luftfahrtministerium erneut einen Auftrag für ein Jagdflugzeug aus. Der neue Supermarine-Entwurf wurde letzten Endes wieder mit der Begründung abgelehnt, dass er nicht für die geforderte Bewaffnung mit acht Maschinengewehren geeignet war.
Aufbauend auf diesem Entwurf schuf Mitchell daher einen weiteren Jäger mit der Bezeichnung Type 300, der durch neue elliptische Tragflächen genug Platz für die Bordwaffen bot. Das Luftfahrtministerium war mit diesem neuen Typ zufrieden und stellte unter dem Projektnamen F.10/35 Mittel für den Bau weiterer Prototypen zur Verfügung. Der erste dieser Prototypen der späteren Spitfire flog am 5. März 1936. Die guten Flugleistungen veranlassten das Luftfahrtministerium, noch während der Erprobung durch Vickers-Testpiloten eine Bestellung über 310 Stück aufzugeben. Im Jahre 1939 betrug der Preis für eine voll ausgerüstete Spitfire £ 12.604, dies entspräche etwa £ 800.000 in heutigem Wert.

## Produktionsbeginn

Das Innere der Spitfire

Der britischen Öffentlichkeit wurde die Spitfire auf der RAF-Luftfahrtschau in Hendon am Samstag, den 27. Juni 1936 vorgestellt. Obwohl die vollständige Produktion sofort aufgenommen werden sollte, kam es durch Probleme in der Fertigung zu Verzögerungen, sodass die erste produzierte Spitfire (Kennzeichen K 9787) die Produktionsstätte in Woolston, Southampton erst Mitte 1938 verlassen konnte. Das erste und dringendste Problem war, dass die Hauptproduktionsstätte von Supermarine mit der Produktion von Walrus- und Stranraer-Flugbooten vollkommen ausgelastet war. Obwohl andere Vertragspartner in die Fertigung wichtiger Spitfire-Bauteile, speziell der Flügel, eingebunden waren, nahm Vickers-Armstrong als Muttergesellschaft nur widerstrebend zur Kenntnis, dass die Spitfire von anderen beteiligten Konzernen mitgefertigt werden musste und lieferte notwendige Blaupausen und Untergruppenbauteile nur mit Verzögerung. Als Resultat der Produktionsverzögerungen der Spitfire trieb das Luftfahrtministerium den Plan voran, dass Supermarine nach dem Erstauftrag über 310 Flugzeuge zunächst nur Bristol Beaufighter produzieren sollte. Das Management von Supermarine und Vickers konnte jedoch das Luftfahrtministerium davon überzeugen, dass die Probleme überwindbar waren, was zu einer zusätzlichen Bestellung von weiteren 200 Spitfires führte. Diese beiden Aufträge beinhalteten die K-, L- und N-(Vor)-Serien-Reihen.
Im Februar 1936 garantierte der Direktor von Vickers-Armstrong, Sir Robert Mc Lean, die Produktion von 5 Flugzeugen wöchentlich innerhalb von 15 Monaten nach Auftragseingang, am 3. Juni 1936 erteilte das Luftfahrtministerium einen Auftrag über 310 Flugzeuge zu einem Preis von 1.395.000 £. Die vollständige Produktion begann in der Supermarine-Produktionsstätte in Woolston, aber es wurde schnell klar, dass der Auftrag nicht in den vereinbarten 15 Monaten abgeschlossen werden konnte. Supermarine war als kleine Firma damit ausgelastet, Walrus- und Stranraer-Flugboote zu bauen, Vickers war mit der Produktion von Wellington-Bombern beschäftigt, daher wurde für den Anfang beschlossen, die Arbeit aufzuteilen. Die erste produzierte Spitfire verließ schließlich Mitte 1938 die Fertigungsstätte und wurde von Jeoffrey Quill am 15. Mai 1938 geflogen, also fast 24 Monate nach dem Erstauftrag.
Der Anschaffungspreis der ersten 310 Flugzeuge, abzüglich der Kosten durch Fertigungsverzögerungen und gesteigerter Konstruktionskosten, belief sich auf 1.870.242 £ bzw. pro Flugzeug um 1.533 £ mehr als ursprünglich vorgesehen, die Produktionskosten beliefen sich damit auf 9.500 £ pro Stück. Die teuersten Bauteile waren der handgefertigte Rumpf mit durchschnittlich 2.500 £, danach folgten der Rolls-Royce Merlin Motor mit 2.000 £, gefolgt von den Tragflächen mit 1.800 £ je Paar, Maschinen-(Bordwaffen) und Fahrwerk mit jeweils 800 £, und der Propeller mit 350 £.

## Die Tragflächen
Inspiriert von der Heinkel He 70, einem deutschen Schnellverkehrsflugzeug, dessen aerodynamische Auslegung und Bauausführung selbst den Schneider-Trophy-Rennflugzeugen überlegen war, entschied Mitchell sich für eine elliptische Tragflächenform. Ein Exemplar der Heinkel He 70 war 1936 vom Unternehmen Rolls-Royce für die Flugerprobung des Rolls-Royce-Merlin-Motors, der später auch die Spitfire antreiben sollte, gekauft worden, weil es kein für diesen Zweck geeignetes britisches Hochleistungsflugzeug gab.

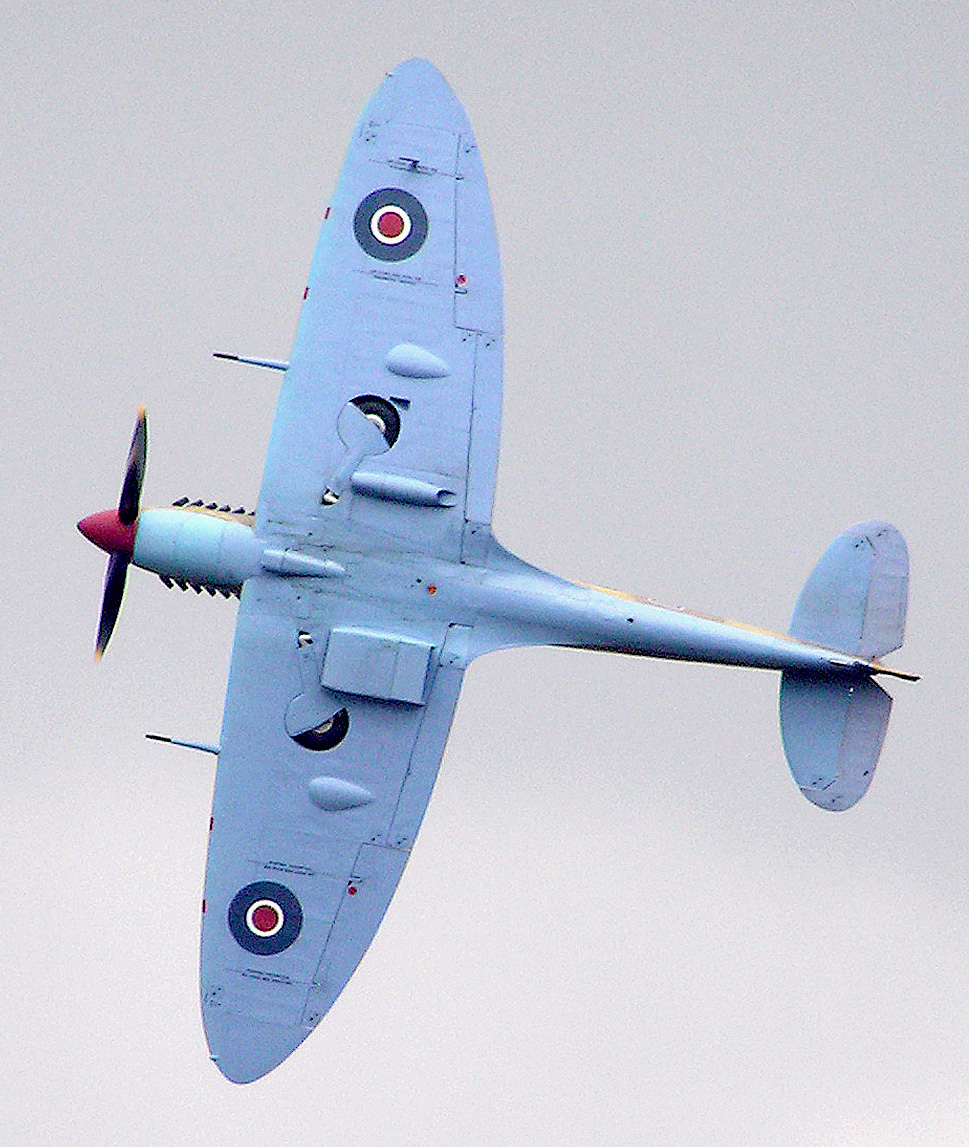
Typischer Flügelgrundriss

Mitchells Aerodynamiker, Beverley Shenstone, betonte später ausdrücklich, dass Mitchells Tragflächen nicht – wie oft behauptet – direkt von der Heinkel He 70 kopiert wurden. Die Spitfire-Tragflächen waren weitaus dünner und hatten ein anderes Profil. Mitchell verwendete auch nicht wie Heinkel zweiholmige Tragflächen, sondern die ursprünglich von Messerschmitt eingeführten einholmigen Tragflächen mit verwindungssteifem Nasenkasten.
Die elliptischen Tragflächen ergaben eine von außen nach innen gleichmäßig ansteigende Auftriebsentwicklung im Flug, die zwei Vorteile bot: eine hohe Verwindungssteifheit unter Belastung und einen besonders niedrigen induzierten Widerstand. Die für ein Jagdflugzeug vom Gewicht der Spitfire besonders großen Tragflächen sorgten für einen engen Kurvenradius. Im Hochgeschwindigkeitsbereich war vor allem das von Mitchell gewählte Profil von geringer Dicke vorteilhaft, das der Spitfire bei Geschwindigkeiten von etwa 70 % der Schallgeschwindigkeit gute Eigenschaften verlieh. Im Ergebnis verfügte der Flügel der Spitfire mit einer kritischen Machzahl von 0,89 über einen der besten Werte unter den Propellerflugzeugen des Zweiten Weltkriegs.
Außerdem boten die elliptischen Tragflächen mehr Platz für die Unterbringung der Bordwaffen. Dass der für die Bordwaffen verfügbare Platz der einzige Grund für die Verwendung der elliptischen Tragflächen war, ist allerdings nicht wahrscheinlich, da Supermarine auch beim Entwurf Type 313 – einem zweimotorigen Zerstörer, dessen Bordwaffen in der Rumpfnase konzentriert waren – elliptische Tragflächen verwendete.
Bei der Spitfire wurde zugunsten einer besseren Steuerbarkeit bei hohen Anstellwinkeln eine geometrische Schränkung verwendet, die im Falle eines Strömungsabrisses dafür sorgte, dass dieser erst an der Flächenwurzel stattfand, während die außen liegenden Querruder noch angeströmt wurden. Bei verhältnismäßig großer Flügelfläche hatte die Spitfire daher nur einen vergleichsweise niedrigen maximalen Auftriebsbeiwert.
Trotz der Vorteile der elliptischen Tragflächen gab es auch Versionen der Spitfire, deren Flächenenden zugunsten einer höheren Rollrate abmontiert wurden. Aber auch erweiterte Flächenenden für Höhenjäger (beispielsweise bei der Mk VI und Mk VII) gab es.

## Einsatz

### Luftschlacht um England

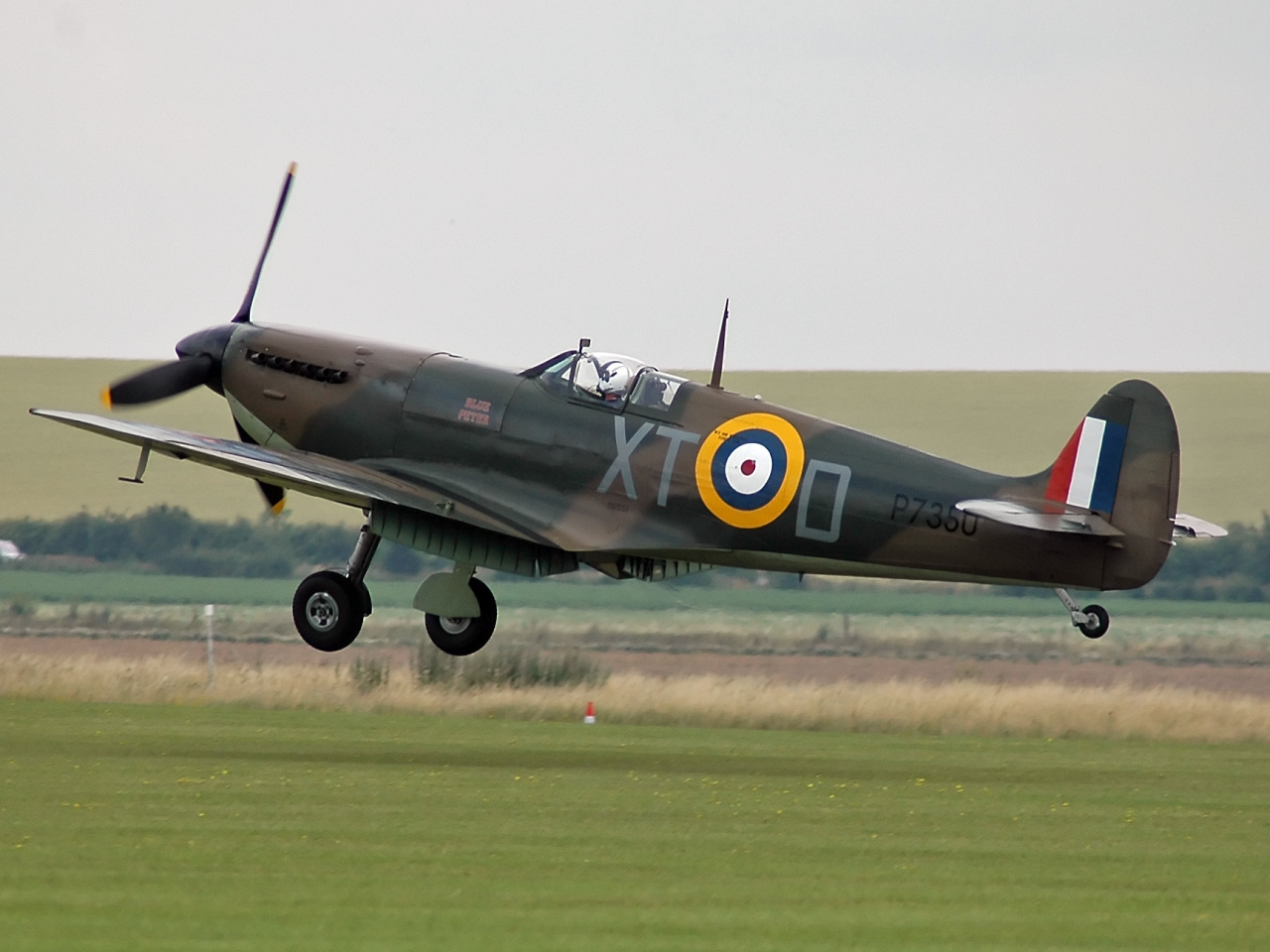
Erhaltene Spitfire Mk IIA

In der öffentlichen Wahrnehmung wurde die Spitfire oft als das Flugzeug angesehen, das wesentlich zum Sieg in der Luftschlacht um England beigetragen hat. Zu diesem Eindruck kam es vor allem durch die für das Inland bestimmten britischen Propaganda-Kampagnen, welche die Spitfire – zum Beispiel bei landesweit publizierten Sammelaktionen von Aluminiumgegenständen, die als Rohstoff für den Flugzeugbau eingeschmolzen werden konnten – als Sinnbild für die modernen Luftstreitkräfte benutzten.
In Wirklichkeit wurde die leistungsmäßig unterlegene Hawker Hurricane von der RAF in der Schlacht um England in größeren Stückzahlen als die Spitfire eingesetzt und trug die Hauptlast der Luftkämpfe. Weil die Flugleistungen der Spitfire besser waren als die der Hurricane, schlug die RAF eine Aufgabenteilung vor: Die Spitfires sollten den Begleitschutz der deutschen Bomber angreifen, die Hurricanes die Bomber selbst. Der in Vorausjagd, erweiterten sowie ausgedehnten Begleit- und Nahbegleitschutz aufgeteilte Jagdschirm der deutschen Bomber konnte in der Praxis aber die meisten Hurricane-Staffeln in Luftkämpfe verwickeln, bevor diesen der Durchbruch zu den Bombern gelang. Diese Aufgabenteilung wurde im Einsatz nicht verwirklicht; die Spitfire-Staffeln griffen weiterhin Bomber an, wenn sich ihnen eine Gelegenheit bot.
Im direkten Vergleich zu ihrem Gegenstück auf der Seite der deutschen Luftwaffe, der Messerschmitt Bf 109 E-4, hatte die Spitfire Stärken und Schwächen. Ihre größte Stärke war ihre überlegene Wendigkeit im Kurvenkampf. Da die Royal Air Force im Gegensatz zur Luftwaffe bereits Mitte 1940 über große Mengen 100-Oktan-Treibstoff verfügte, konnte der Merlin-Motor der Spitfire außerdem in niedrigen Höhen mehr Leistung abgeben als der mit 87-Oktan-Kraftstoff betriebene DB-601A-Motor der Bf 109. Dadurch waren die Flugleistungen der Spitfire denen der Bf 109 unterhalb von 4000 m Flughöhe deutlich überlegen. In den für die Luftschlacht um England typischen Einsatzhöhen oberhalb 4000 m war die Bf 109 im Vorteil. Zudem hatte die Bf 109 (anders als die Spitfire) einen Einspritzmotor. Dies bedeutete in der Praxis, dass der Pilot einer Bf 109 die Maschine nach vorne in einen parabelförmigen Sturzflug bringen konnte, ohne dass der Motor aussetzte. Die Spitfire-Piloten konnten dies nicht, da durch die negative g-Beschleunigung die Gemischbildung im Vergaser gestört wurde und der Motor im ungünstigsten Falle abstarb. Dies geschah dadurch, dass der Kraftstoff durch die Aufwärtskraft in die Kammer des Schwimmervergasers strömte statt in den Lader des Motors und sich bei fortgesetzter negativer g-Beschleunigung an der Oberseite des Vergasers ansammelte, mit anschließend zu fettem Gemisch. Die Spitfire-Piloten mussten bis zur Einführung des Merlin-Motors mit verbessertem Vergaser vor der Verfolgung eines abtauchenden Gegners eine halbe Rolle mit anschließendem Abschwung vollführen, um die negative g-Beschleunigung zu vermeiden. Genau diese notwendigen Sekunden waren manchmal im Luftkampf entscheidend und konnten dazu führen, dass die Fühlung zum Gegner verloren ging. Bis zur Einführung verbesserter Vergaser fand Beatrice „Tilly“ Shilling, eine junge Ingenieurin am Royal Aircraft Establishment in Farnborough, eine verblüffend einfache provisorische Lösung in Form eines Metallplättchens mit Bohrung, welches bei negativer g-Belastung den Aufwärtsstrom des Kraftstoffs im Vergaser stark begrenzte und in der Gegenrichtung gerade soviel Kraftstoff durchließ, wie der Motor bei Volllast benötigte. Damit waren kurzzeitige negative g-Belastungen möglich, jedoch kein dauerhafter Rückenflug. Anfang des Jahres 1941 reiste Beatrice „Tilly“ Shilling mit einem kleinen Team von einer RAF-Basis zur nächsten, um den offiziell „R.A.E.-restrictor“ genannten Durchflussbegrenzer vor Ort nachzurüsten. März 1941 war diese Nachrüstung abgeschlossen. Erst ab 1943 war das Problem durch Einführung neuer Vergaser vollständig beseitigt. Eine weitere Schwäche war die relativ geringe Spurweite des Fahrwerks, was bei Landungen des Öfteren zu Unfällen führte.

### Weitere Kriegseinsätze
Im Verlauf des Krieges wurde die Spitfire zum Standardjäger der RAF. Sie bewährte sich 1944 bei der Bekämpfung der V1-Angriffe auf England. Einer Spitfire soll der erste Abschuss eines Strahlflugzeugs Me 262 gelungen sein.
Während des Zweiten Weltkrieges flog die Spitfire unter griechischen Hoheitszeichen Einsätze über Nordafrika, dem Mittelmeerraum und Italien. Einige notgelandete Maschinen konnten von der Luftwaffe 
instand gesetzt werden und wurden dann im 2./Versuchsverband Ob.d.L weiter verwendet. Die Sowjetunion erhielt von 1942 bis 1945 1331 Spitfire der Versionen Mk V und Mk IX sowie neun Aufklärer PR Mk IV und V. Der Jagdflieger Günther Rall sichtete am 28. April 1943 erstmals eine Spitfire in der Nähe von Krymskaya; in den Tagen darauf wurden weitere Spitfires gesichtet.
Eine Spitfire mit Sharkmouth-Nose-art ähnlich jener der Flying Tigers kämpfte im selben Zeitraum über China. Sie flog später während des Bürgerkrieges Einsätze über Griechenland.
Der letzte bekannte Kriegseinsatz von Spitfire erfolgte während des Koreakriegs. Nach dem Zweiten Weltkrieg blieb die Spitfire teilweise noch bis in die frühen 1960er Jahre in vielen Luftstreitkräften im Dienst, darunter in Ägypten, Griechenland, Irland, Israel, Syrien, Dänemark und der Türkei. 
Ab 1957 flogen mehrere Jahre lang vom Flughafen Lübeck-Blankensee aus zivile, unbewaffnete Spitfire Mk IX, die in Belgien für die Firma COGEA aus Oostende registriert waren, mit belgischen Zivilpiloten Zielschlepp-Einsätze für die Bundeswehr.
Viele Spitfires und einige wenige Seafires sind auch heute noch flugfähig und viele Museen haben Spitfire-Ausstellungsstücke. Die RAF besitzt noch immer einige für Flugvorführungen und Zeremonien. So begleitete anlässlich der Hochzeit von William Mountbatten-Windsor und Kate Middleton am 29. April 2011 eine Spitfire zusammen mit einer Hawker Hurricane einen Lancaster-Bomber  (Battle of Britain Memorial Flight) beim Überflug über den Buckingham Palace.

### Geschwindigkeits- und Höhenrekorde
Im Frühjahr 1944 unternahm die britische Luftwaffe in Farnborough Hochgeschwindigkeitssturzflugtests, um die Handhabung von Flugzeugen in der Nähe der Schallmauer zu testen. Da die Spitfire Mk XI die höchste erlaubte Maximalgeschwindigkeit aller damaligen alliierten Flugzeuge hatte, wurde auch sie hierfür verwendet. Während dieser Versuche erreichte eine Spitfire mit der Stammnummer EN 409, geflogen von Staffelführer Martindale, 975 km/h (Mach 0,89) in einem 45-Grad-Sturzflug. Das Flugzeug hielt dieser Geschwindigkeit jedoch nicht stand; der Propeller und das Getriebe brachen ab. Martindale gelang es, die 20 Meilen bis zum Flugfeld zu segeln und sicher zu landen.
Am 5. Februar 1952 erzielte eine in Hongkong stationierte Wetteraufklärungs-Spitfire Mk XIX der 81. RAF-Staffel mit 15.712 Metern die wahrscheinlich größte jemals von diesem Flugzeugmuster erreichte Flughöhe. Die beim selben Flug angeblich gemessene Sturzfluggeschwindigkeit von Mach 0,94, die nach der Auswertung der mitgeführten Instrumente berichtet wurde, wird heute als durch Instrumentenfehler verfälscht und übertrieben hoch angesehen.

## Produktionszahlen
Die Spitfire wurde in Großbritannien bei Vickers (Supermarine) und Vickers in Castel Bromwich und bei Westland gebaut.
| Version   | Supermarine | Vickers/Castle Bromwich | Westland | Summe  |
| --------- | ----------- | ----------------------- | -------- | ------ |
| F.I       | 1.497       |                         | 50       | 1.547  |
| F.IIa     |             | 750                     |          | 750    |
| F.IIb     |             | 170                     |          | 170    |
| P.R.III   | 30          |                         |          | 30     |
| P.R.IV    | 229         |                         |          | 229    |
| F.Va      | 94          |                         |          | 94     |
| F.Vb      | 780         | 3.003                   | 140      | 3.923  |
| F.Vc      | 478         | 1.474                   | 495      | 2.447  |
| F.VI      | 100         |                         |          | 100    |
| F.VII     | 139         |                         |          | 139    |
| F.VIII    | 272         |                         |          | 272    |
| H.F.VIII  | 160         |                         |          | 160    |
| L.F.VIII  | 1.225       |                         |          | 1.225  |
| F.IX      | 521         | 733                     |          | 1.254  |
| H.F.IX    |             | 400                     |          | 400    |
| L.F.IX    | 40          | 3.970                   |          | 4.010  |
| P.R.X     | 16          |                         |          | 16     |
| P.R.XI    | 471         |                         |          | 471    |
| F.XII     | 100         |                         |          | 100    |
| F.XIV     | 526         |                         |          | 526    |
| F.R.XIV   | 393         |                         |          | 393    |
| L.F.XVI   |             | 993                     |          | 993    |
| F.XVIII   | 22          |                         |          | 22     |
| F.R.XVIII | 84          |                         |          | 84     |
| P.R.XIX   | 172         |                         |          | 172    |
| F.21      |             | 94                      |          | 94     |
| F.22      |             | 50                      |          | 50     |
| Summe     | 7.349       | 11.637                  | 685      | 19.671 |

| Jahr              | Anzahl |
| ----------------- | ------ |
| 1939              | 432    |
| 1940              | 1.248  |
| 1941              | 2.517  |
| 1942              | 4.134  |
| 1943              | 4.275  |
| 1944              | 4.917  |
| bis 31. Juli 1945 | 2.148  |
| Summe             | 19.671 |

Bei Kriegsende befand sich die Spitfire noch in Serienproduktion: bei Supermarine die Mk XVIII und Mk XIX, bei Castle Bromwich die F.21 und F.22.

## Rezeption im Film
In dem Film The First of the Few wurden das Flugzeug und sein Konstrukteur Mitchell gewürdigt (1942, Regie Leslie Howard). Die Darstellung gibt jedoch die historischen Tatsachen nicht exakt wieder. William Walton, Komponist der Filmmusik, bearbeitete Teile daraus unter dem Titel „Spitfire Prelude and Fugue“ für die Konzertbühne.
Auch in Christopher Nolans Film Dunkirk wird eine originale Supermarine Spitfire verwendet, ebenso in Brombeerzeit (1998).

## Versionen der Spitfire

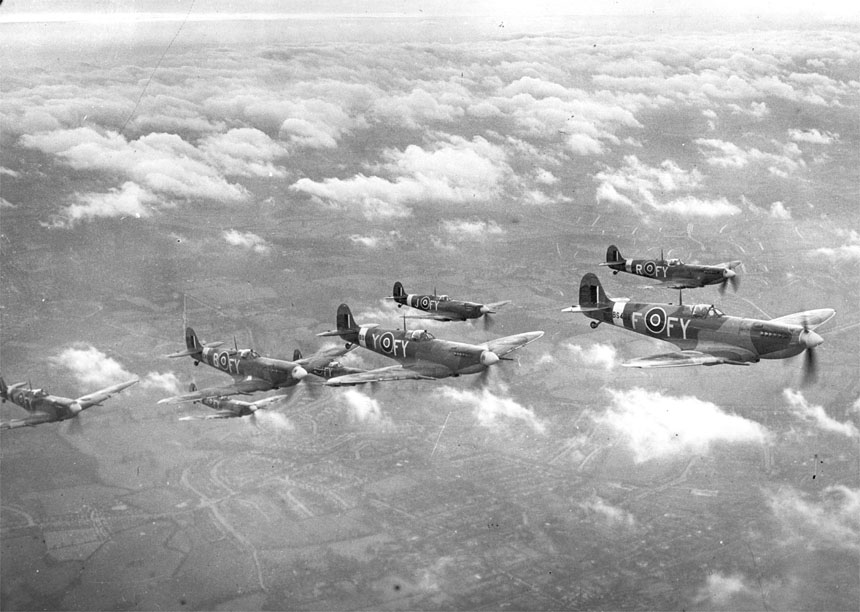
Spitfire MK V

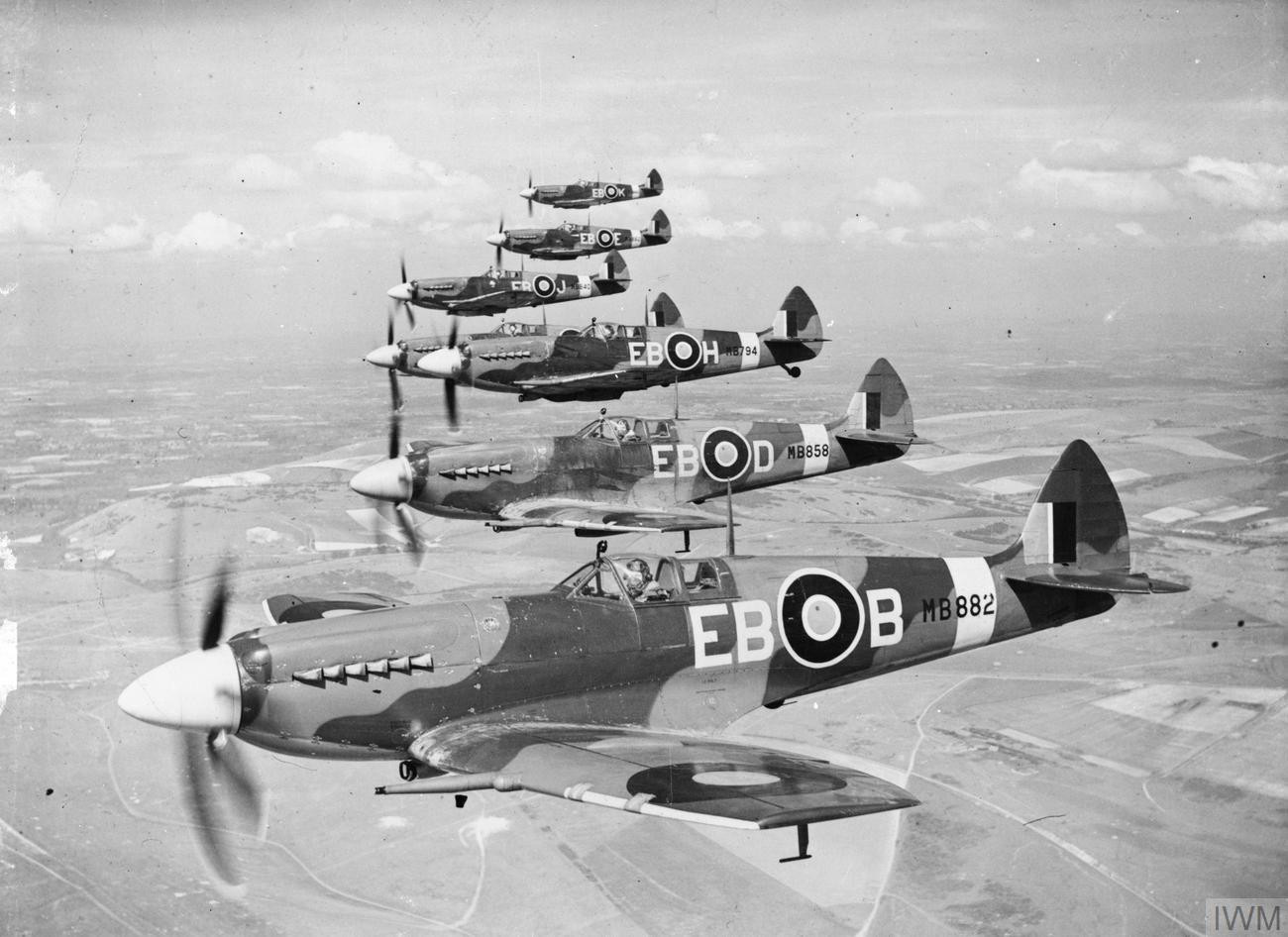
Spitfire Mk XII

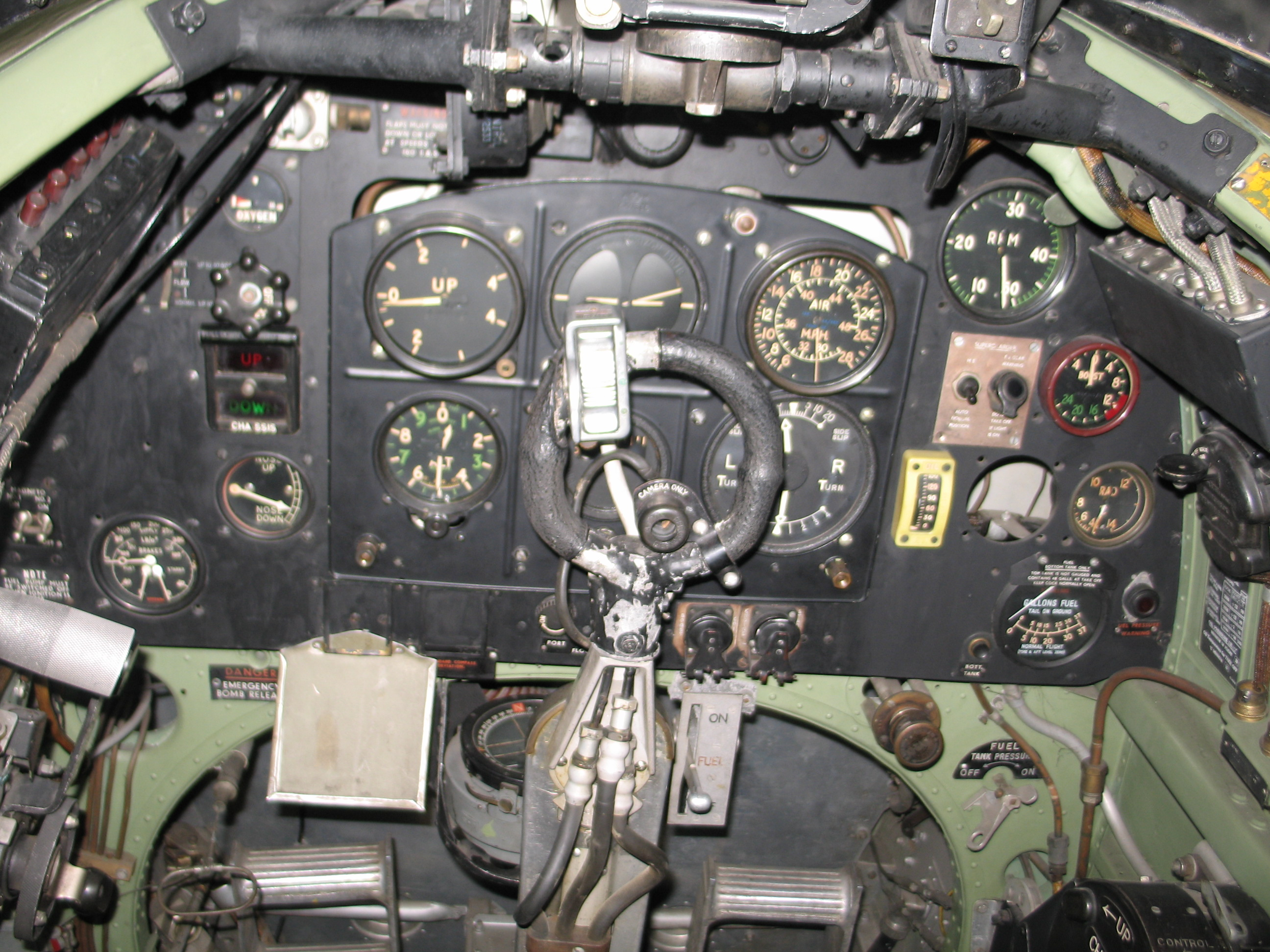
Cockpit einer Mk IX

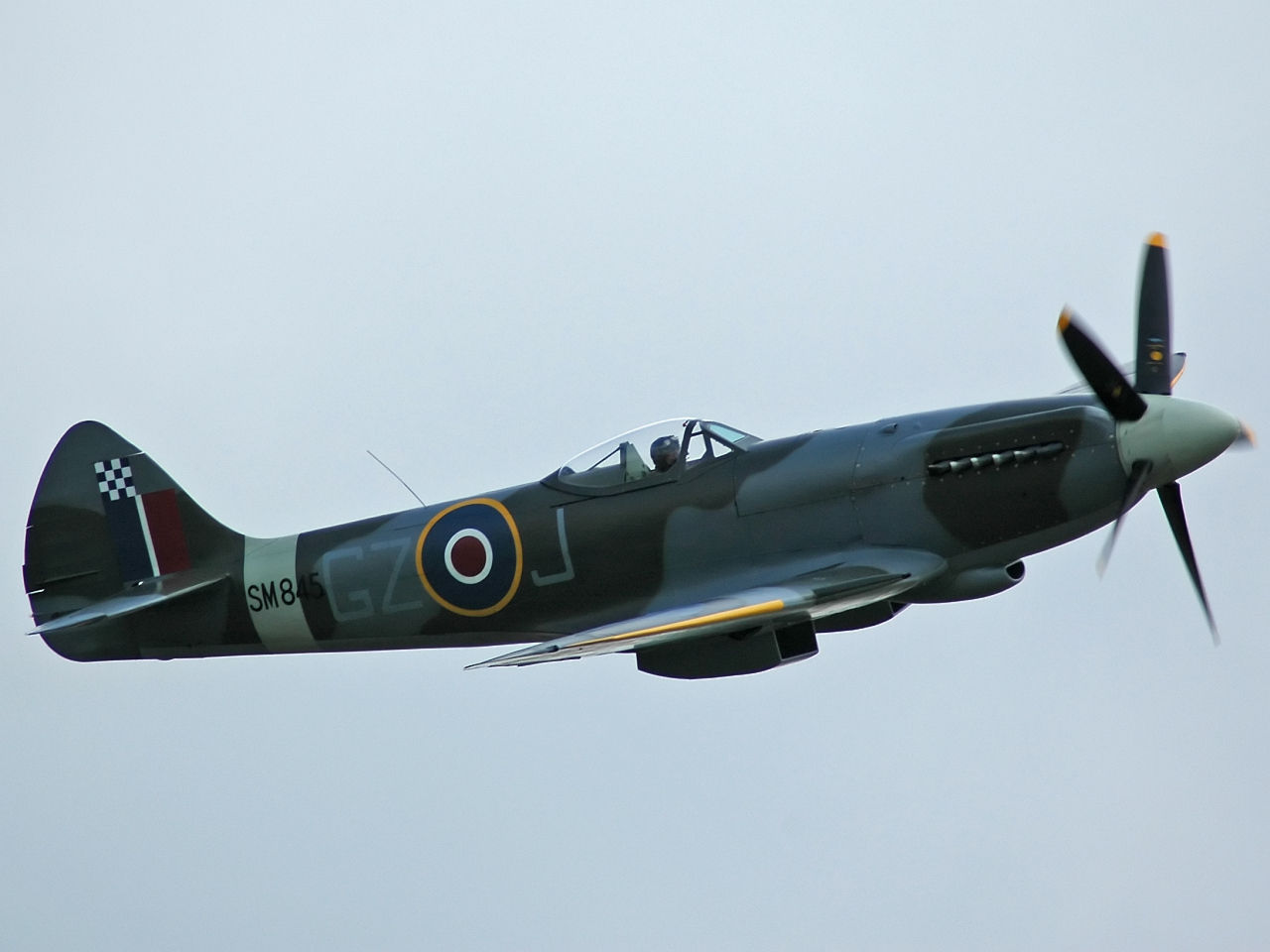
Erhaltene Spitfire LF XVIII

Es gab insgesamt 24 Versionen der Spitfire, von der Mk („Mark“, dt. „Modell“) I bis zur 24, und viele Untervarianten.

## Technische Daten
| Kenngröße             | Daten                                                                         |
| --------------------- | ----------------------------------------------------------------------------- |
| Besatzung             | 1                                                                             |
| Länge                 | 9,46 m                                                                        |
| Spannweite            | 11,22 m                                                                       |
| Antrieb               | 1 × Rolls-Royce Merlin 63 mit 1650 PS                                         |
| Höchstgeschwindigkeit | 656 km/h in 7600 m Höhe                                                       |
| Reichweite            | ca. 1500 km (mit 90-Gallonen-Zusatztank, Sparflug)                            |
| max. Startmasse       | 4309 kg                                                                       |
| Bewaffnung            | 4 × MG Browning M1919 (Kaliber .303 British) 2 × 20-mm-Kanonen Hispano Mk. II |

## Nutzer

### Nutzerstaaten
| - Ägypten - Argentinien (zwei, ex zivil, nur zu Tests) - Australien - Belgien - Birma - Dänemark (Dänische Luftstreitkräfte) - Deutsches Reich (Beutemaschinen, Einsatz im „Wanderzirkus Rosarius“) - Frankreich (inklusive Forces françaises libres) - Griechenland - Hongkong - Indien (inklusive Britisch-Indien) - Indonesien - Irland - Israel - Italien (inklusive Königreich Italien) - Kanada - Niederlande | - Neuseeland - Norwegen (Luftforsvaret) - Pakistan - Polen - Portugal - Südrhodesien - Schweden - Südafrikanische Union - Sowjetunion - Syrien - Thailand - Tschechoslowakei - Türkei - Vereinigtes Königreich - Vereinigte Staaten - Jugoslawien |

### Stationierungsorte in Deutschland
- 2. Tactical Air Force (2 TAF)/British Air Force of Occupation (BAFO)
  - B.111/RAF Ahlhorn, September 1945 bis Oktober 1946, XVI (302. (Polish), 308. (Polish) Squadron)
  - B.110/Achmer, April bis August 1945 (320. (Dutch) Squadron)
  - B.151/RAF Bückeburg, Juni 1950 bis März 1951, PR.XIX (2. Squadron)
  - B.118/RAF Celle, Mai bis August (2., 4. und 268. Squadron), September 1945 bis April 1947, PR.XI/FR.XIV/XVI/PR.XIX (2., 16. und 268. Squadron)
  - B.105/Drope, April bis Juli 1945, XVI LF/IXB (340. (French), 341. (French), 345. (French) und 485. (RNZAF Squadron))
  - B.152/RAF Faßberg, Mai bis November 1945, Spitfire XVI LF (340. (French), 341. (French) und 345. (French) und 350. (Belgian) Squadron, 401., 411., 412., 416., 421. und 430. Squadron, alle RCAF, 451. (RAAF) und 453. (RAAF) Squadron), November 1945 bis Oktober 1946, Spitfire XVI (349. (Belgian) und 350. (Belgian) Squadron)
  - Y.99/RAF Gütersloh, Juli 1948 bis Juli 1949, Spitfire F.24 (80. Squadron)
  - B.172/Husum-Schauendahl, Juni bis Juli 1945, Spitfire XVI (350. (Belgian) Squadron)
  - R.16/Hildesheim, August 1945, Spitfire IX (312. (Czech) und 313. (Czech) Squadron)
  - B.150/Waldkater, Juni bis September 1945, Spitfire FR.XIV (2. und 268. Squadron)
  - B.158/RAF Lübeck, Juli bis September 1945, Spitfire XIV (41. Squadron)
  - B.156/Lüneburg, Mai bis August 1945, Spitfire PR.XI/FR.XIV (400., 414. und 430. Squadron, alle RCAF)
  - B.154/Reinsehlen, April bis Juni 1945, Spitfire XVI (403. (RCAF) Squadron)
  - B.108/Rheine-Bentlage, April bis Mai 1945, Spitfire (409. (RCAF) Squadron)
  - B.174/RAF Uetersen, Juli 1945 bis März 1946, Spitfire FR.XIV/XVI (411., 412., 416., 421., 443. Squadron, alle RCAF)
  - B.113/Varrelbusch, April 1945 bis Juli 1945, Spitfire IX/XVI (302. (Polish), 308. (Polish), 317. (Polish) und 322. (Dutch) Squadron, 349. (Belgian) Squadron)
  - B.116/RAF Wunstorf, April 1945 bis Januar 1946, Spitfire FR.XIV/XVI (322. (Dutch), 349. (Belgian) und 350. (Belgian), 401. (RCAF), 451. (RAAF), 453. (RAAF) Squadron), April 1947 bis Juli 1948, Spitfire FR.XIV/F.24 (2., 80. Squadron), September 1949 bis Juni 1950, Spitfire FR.XIX/PR.XIX (2. Squadron)
  - B.119/RAF Wahn, Juni 1948 bis September 1949, Spitfire FR.XIX/PR.XIX (2. Squadron)

Flugplätze, die durch eine Reihe von Staffeln ausschließlich während des Krieges belegt waren, sind nicht aufgeführt; diese nutzten von Anfang April 1945 bis zum Kriegsende den Advanced Landing Ground B-100 Goch, B.101/Nordhorn, B.114/Diepholz, B.118/Celle, B116./Wunstorf und B.154/Reinsehlen.
Neben den oben erwähnten, in Nordwestdeutschland operierenden französischen Staffeln gab es weitere französische Einheiten, die gegen Kriegsende 1945 nach Südwestdeutschland verlegt wurden.
- - R.58/Friedrichshafen, September bis Oktober 1945 Spitfire IX (327. Squadron)
  - R.27/Großsachsenheim, April bis November 1945, Spitfire IX (326. Squadron, 327. und 328. Squadron)

(Anmerkung: Die im Internet verfügbaren Angaben zu den Stationierungsorten Friedrichshafen und Großsachsenheim im Herbst widersprechen einander teilweise. Festzustehen scheint, dass die Mehrzahl der französischen Staffeln im Herbst nach Indochina verlegt wurde.)
Armee de l’Air
Die oben erwähnten französischen Staffeln der RAF besaßen neben ihren RAF-Staffelnummer vor und nach dem Krieg folgende französische Bezeichnungen:
- 326. Squadron: Group de Chasse II/7 Nice
- 327. Squadron/Group de Chasse I/3 Corse
- 328. Squadron/Group de Chasse I/7 Provence
- 340. Squadron: Group de Chasse IV/2 Ile de France
- 341. Squadron/Group de Chasse III/2 Alsace
- 345. Squadron/Group de Chasse GC/II/2 Berry

## Heutiger Bestand
Zu Beginn des 21. Jahrhunderts befanden sich rund 40 Spitfires in flugfähigem Zustand. Diese Zahl könnte jedoch in Zukunft steigen, nachdem der Brite Davis Cundall 2012 nach intensiver Suche in Burma angeblich bis zu 124 Stück in der Zeit des Zweiten Weltkriegs vergrabene – anscheinend gut erhaltene – Maschinen wiederaufgefunden haben will, die in Kisten verpackt worden waren. Ein Auffinden wird aber nach langer Suche immer zweifelhafter.